# خيسوس روبيو
خيسوس روبيو (9 سبتمبر 1994 بأندورا لا فيلا في أندورا - ) هو لاعب كرة قدم أندوري في مركز الوسط.

## وصلات خارجية
- خيسوس روبيو على موقع الاتحاد الدولي (مؤرشف)  (الإنجليزية)
- خيسوس روبيو على موقع الاتحاد الأوربي (الإنجليزية)
- خيسوس روبيو على موقع قاعدة بيانات كرة القدم.إي يو (الإنجليزية)
- خيسوس روبيو على موقع ناشيونال فوتبول تيمز (الإنجليزية)
- خيسوس روبيو على موقع Soccerway.com (الإنجليزية)
- خيسوس روبيو على موقع عالم كرة القدم.نت (الإنجليزية)